# Буровщина (Тамбовская область)
Буровщина — село в Кирсановском районе Тамбовской области России. Входит в состав Марьинского сельсовета.

## География
Село находится в восточной части Тамбовской области, в лесостепной зоне, в пределах Окско-Донской равнины, на берегах реки Занога, на расстоянии примерно 21 км (по прямой) к юго-юго-западу (SSW) от города Кирсанов, административного центра района. Абсолютная высота — 123 м над уровнем моря.

### Часовой пояс
Село Буровщина, как и вся Тамбовская область, находится в часовой зоне МСК (московское время). Смещение применяемого времени относительно UTC составляет +3:00.

## История
По данным 1926 года имелось 90 хозяйств и проживало 443 человека (210 мужчин и 233 женщины). В административном отношении деревня входила в состав Карай-Салтыковской волости Кирсановского уезда Тамбовской губернии. В 2023 году в состав села включен посёлок Советский.

## Население
| 2010 |
| ---- |
| 10   |

Половой состав
По данным Всероссийской переписи населения 2010 года, в гендерной структуре населения мужчины составляли 40 %, женщины — соответственно 60 %.
Национальный состав
Согласно результатам переписи 2002 года, в национальной структуре населения русские составляли 100 % из 26 чел.

## Улицы
Уличная сеть села состоит из одной улицы (ул. Луговая).